# 토마스 루이스 데 빅토리아

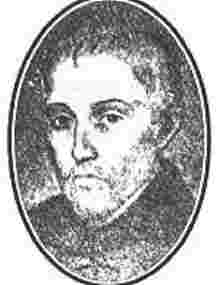

토마스 루이스 데 빅토리아(Tomás Luis de Victoria, 1548년 ~ 1611년 8월 27일)는 르네상스 시대 스페인의 작곡가이다. 당대에는 가장 유명한 작곡가 중의 하나였으며 다성음악에서는 조반니 피에를루이지 다 팔레스트리나 다음으로 최고로 여겨졌다.
그는 불협화음에서 팔레스트리나보다 더 자유로웠으며, 16세기 대위법에서는 금지된 장6도나 감4도 진행을 가끔 썼다.